# میلوتسی
میلوتسی (به بلغاری: Milevtsi) یک منطقهٔ مسکونی در بلغارستان است که در تریاونا واقع شده‌است.